# ホットカプセル
ホットカプセルは、1982年から2005年にかけて香川県高松市に拠点を置いていた地方出版社。
タウン情報誌『月刊タウン情報かがわ』を創刊するのに際して、高松市に本社のある広告代理店セーラー広告の100%子会社として1982年に設立。『TJ Kagawa』やファミリー向け雑誌『コドモモ』などを出版し、香川県のローカル情報が強みだった。
『月刊タウン情報かがわ』の初代編集長を務めた田尾和俊はゲリラうどん通ごっこ軍団などの企画を誌面で展開し、のちには社長にも就任した。
2005年6月1日をもって、同じセーラー広告の100%子会社である「あわわ」（徳島市）に業務譲渡され、ホットカプセルは清算された。なお、『月刊タウン情報かがわ』の発行は2011年に親会社のセーラー広告の手に渡っている(2012年4月より休刊となった2015年4月まではウェブ媒体のみ）。

## 代表的出版物
- 月刊タウン情報かがわ (香川県全域を対象としたタウン情報誌)
- 恐るべきさぬきうどん ハードカバー版 (1990年代より続く讃岐うどんブームの火付け役)
- 笑いの文化人講座 (主に香川県内からの読者投稿によるギャグ本で、地方色の濃いネタが多く見られる)
- さぬきうどん全店制覇攻略本 シリーズ (年一回出版される、香川県内讃岐うどん店データベース)